# نظافة (مفهوم)

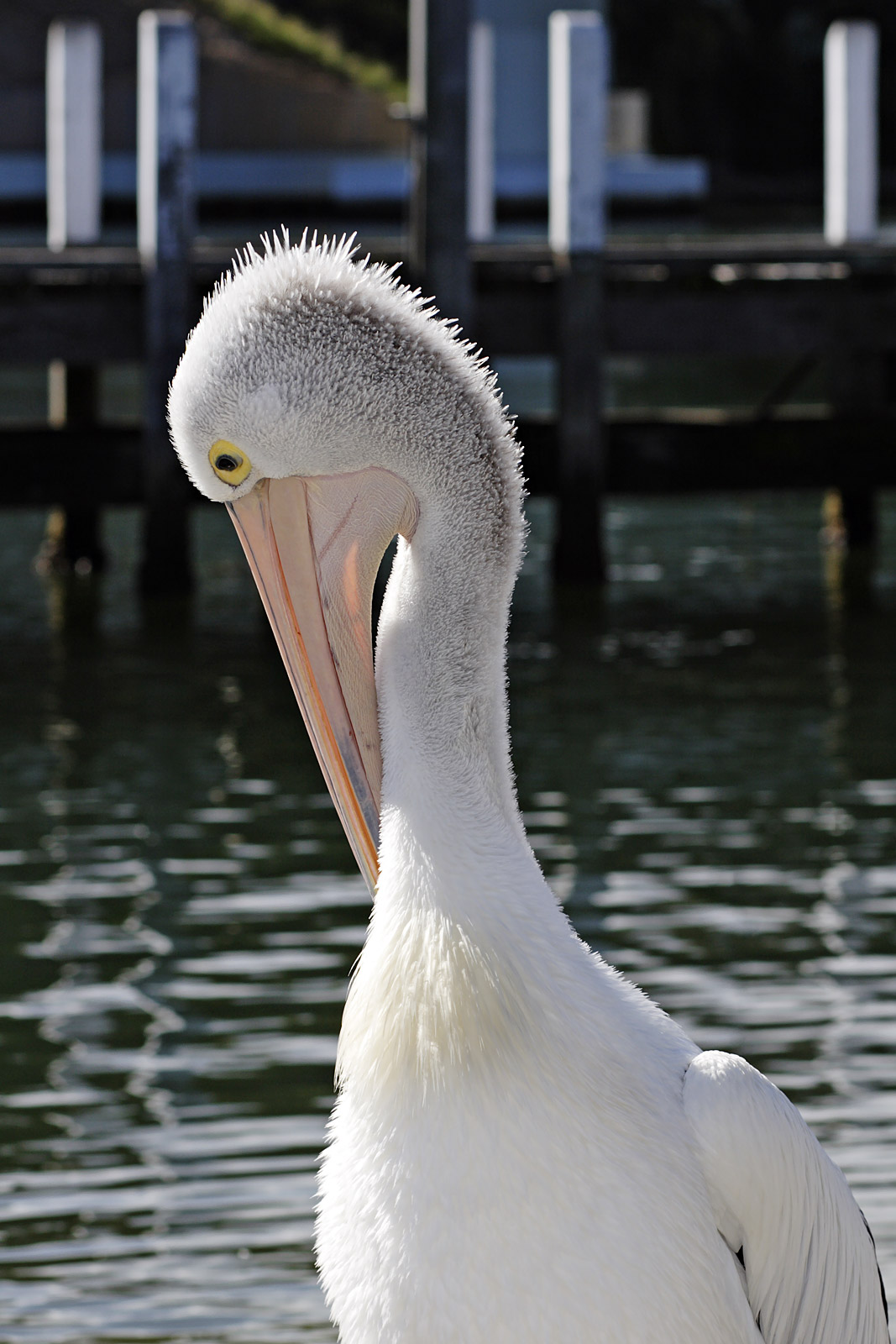

النظافة هي الحالة المجردة للنظافة وخالية من الجراثيم والاوساخ والقُمامة أو النفايات، وعادات تحقيق هذه الحالة والحفاظ عليها. غالباً ما تتحقق النظافة من خلال التنظيف.
النظافة هي نوعية جيدة، كما يُشير القول المأثور: «النظافة من الإيمان»،  ويمكن اعتبارها مساهمة في مُثل أخرى مثل «الصحة» و«الجمال».
في التأكيد على إجراء مستمر أو مجموعة من العادات لغرض الصيانة والوقاية، يختلف مفهوم النظافة عن النقاء، وهي حالة جسدية أو أخلاقية أو طقوسية من الملوثات.
في حين أن الطهارة عادة ما تكون من نوعية الفرد أو المادة، فأن النظافة لها بعد اجتماعي، أو تنطوي على نظام للتفاعلات. "النظافة" كما لاحظ (جاكوب بوركهاردت)، " لا غنى عنها لفكرتنا الحديثة عن الكمال الاجتماعي.  يمكن القول أن المنزل أو مكان العمل يظهران النظافة، ولكن ليس نقاءًا عاديًا؛ النظافة ستكون أيضًا سمة من سمات الأشخاص اللذين يحافظون على النظافة أو يمنعون الإتساخ، على المستوى العملي، النظافة متصلة بالتعقيم والوقاية من الأمراض. الغسيل هو إحدى الطرق لتحقيق النظافة البدنية، عادةً باستخدام الماء وغالبًا باستخدام نوع من الصابون أو مواد التنظيف. تتسم إجراءات التنظيف بأهمية قصوى في العديد من أشكال التصنيع. بإعتبارها تأكيداً التفوق المعنوي أو الاحترام، وقد لعبت النظافة دوراً في تحديد القيمة الثقافية فيما يتعلق بالطبقة الاجتماعية، الأنسانية، والإمبريالية الثقافية.
ترتبط النظافة بالتعقيم المناسب، عادةً ما يتظاهر الشخص الذي  يقال أنه نظيف النظافة.

## الديانات

### الديانة المسيحية
في الكتاب المقدس يحتوي على العديد من طقوس تقنية المتعلقة الحيض، الولادة، العلاقات الجنسية، أمراض الجلد، الوفاة، والذبائح الحيوانية. والكنيسة الأرثوذكسية يصف عدة أنواع من غسل اليدين Tewahedo الإثيوبية على سبيل المثال بعد خروجه من المراحيض، مرحاض أو الحمام أو قبل الصلاة، أو بعد تناول وجبة الطعام. يحظر على النساء في الكنيسة الإثيوبية الأرثوذكسية توحيدو دخول معبد الكنيسة أثناء الحيض؛ والرجال لا يدخلون الكنيسة في اليوم التالي للجماعة مع زوجاتهم. لطالما وضعت المسيحية تركيزًا قويًا على النظافة، على الرغم من إدانة اسلوب الإستحمام المختلط للمسابح الرومانية من قبل رجال الدين المسيحيين الأوائل، بالإضافة إلى العرف الوثني المتمثل في الاستحمام العاري للنساء أمام الرجال، إلا أن هذا لم يوقف الكنيسة من حث اتباعه على الذهاب إلى الحمامات العامه للإستحمام،  مما ساهم في النظافة والصحة الجيدة وفقًا لأب الكنيسة، كليمنت الإسكندرية. كما بنت الكنيسة مرافق استحمام عامة منفصلة لكلا الجنسين بالقرب من الأديرة وأماكن الحج. وتقع الحمامات داخل بازيليك الكنائس والأديرة منذ أوائل العصور الوسطى.حث البابا غريغوريوس الكبير أتباعه على قيمة الاستحمام بأعتباره حاجة جسدية.

### الهندوسية
في الهندوسية، تعتبر النظافة فضيلة مهمة ويصفها بهاجافاد غيتا بأنها إحدى الصفات الإلهية التي يجب على المرء ممارستها. الكلمة السنسكريتية للنظافة هي صلاة. وبنسة slokas غيتا غيتا يكرر هذه الكلمة في خمسة Bhr Bhmad 17.14,16.7,16,16.3,13.8و18.42.
ذكر صوصفي 1.16.26، 1.17.24 (بإعتبارها Bhagavatam واحدة من أربعة ارجل ساتيا يوجا أو العصر الذهبي)، 1.17.42، 3.28.4 (كممارسة روحية)، 3.31.33 (المدمنون على الحياة الجنسية أن يفهموا النظافة).
يعترف سريماد بجهاغافاتام أيضًا بالنظافة كواحدة من ثلاثين صفات يجب على المرء أن يكتسبها للحصول على نعمة  اللّٰه، ويحدد النظافة الداخلية والخارجية من بين الواجبات العادية الإثني عشر. النظافة هي أيضًا جودة عالية تميز ساتيا يوغا (العصر الذهبي) في الهندوسية. كما ذكرت العديد من الكتب الهندوسية المقدسة أن النظافة هي طريقة نسبية إلى اللّٰه.

### الإسلام
الإسلام يشدد على أهمية الطهارة والنظافة الشخصية.هناك آيات كثيرة في القرآن تناقش موضوع النظافة. على سبيل المثال، قول اللَّه تعالى: {وَيَسْأَلُونَكَ عَنِ الْمَحِيضِ ۖ قُلْ هُوَ أَذًى فَاعْتَزِلُوا النِّسَاءَ فِي الْمَحِيضِ ۖ وَلَا تَقْرَبُوهُنَّ حَتَّىٰ يَطْهُرْنَ ۖ فَإِذَا تَطَهَّرْنَ فَأْتُوهُنَّ مِنْ حَيْثُ أَمَرَكُمُ اللَّهُ ۚ إِنَّ اللَّهَ يُحِبُّ التَّوَّابِينَ وَيُحِبُّ الْمُتَطَهِّرِينَ} [البقرة: 222] وقول اللَّه تعالى: {لَا تَقُمْ فِيهِ أَبَدًا ۚ لَّمَسْجِدٌ أُسِّسَ عَلَى التَّقْوَىٰ مِنْ أَوَّلِ يَوْمٍ أَحَقُّ أَن تَقُومَ فِيهِ ۚ فِيهِ رِجَالٌ يُحِبُّونَ أَن يَتَطَهَّرُوا ۚ وَاللَّهُ يُحِبُّ الْمُطَّهِّرِينَ} [التوبة: 108] والكتاب الأول
الدروس الأولى في الكتيبات الإسلامية للتعليم الديني هي مسائل النظافة. تشمل المواد التي يتم تدريسها أولاً في كتاب النظافة ما يلي: ما هو نظيف وما هو غير نظيف وما الذي يحتاج الناس لتنظيفه وكيف يجب تنظيفهم واي مياة يجب عليهم إستخدامها للتنظيف. يتطلب من المسلمون أداء الوضوء (الوضوء) قبل كل صلاة، وأوصى البقاء في حالة الوضوء في جميع الأوقات. وهناك حمام طقوس  (الغسل) يتم تأديته يوم الجمعة قبل صلاة الجمعة (جمعة). يوصى بالغسل للنقاء الروحي، أيضًا بعد ارتكاب الخطيئة، وهي ضرورية لأولئك الذين غسلوا الجنازة. ويولى إهتمام خاص لتنظيف المنازل قبل وصول الضيوف أو قبل الأعياد (عيد الفطر وعيد الاضحى) والايام والليالي المقدسة  والنظافة الصحية في الفقة الإسلامي، يعود تاريخها إلى  القرن السابع ويمتلك عدد من القواعد المدروسة. الطهارة (طقوس الطهارة)  تتضمن تأدية الوضوء لخمس مرات في اليوم (الصلوات الخمس) وأداء الغسل بشكل جيد ومنتظم (الإستحمام). وذلك أدى إلى بداية بناء الحمامات المنزلية في العالم الإسلامي. النظافة الإسلامية للحمامات أيضًا الغسيل بالماء بعد استخدام المرحاض للنقاء وتقليل الجراثيم.
يعود الشكل الأساسي لنظرية العدوى / الجراثيم للأمراض إلى الطب في العالم الإسلامي في العصور الوسطى، حيث تم اقتراح من قبل الطبيب الفارسي ابن سينا (المعروف أيضًا باسم ابن سينا) في قانون الطب (1025). وذكر أن الناس يمكن أن ينقلوا المرض للآخرين عن طريق التنفس، ولاحظ العدوى بالسل، وناقش انتقال الأمراض عن طريق الماء والاوساخ.تم قبول مفهوم العدوى غير المرئية في نهاية المطاف على نطاق واسع من قبل عُلماء المسلمين. في السلطنة الإيوبية يشار إليهم بالنجسات (المواد النجسة). الباحث في الفقة  ابن إلحاح العبدري حوالي (1250_1336)، أثناء مناقشة النظام الغذائي والنظافة الإسلامية، قدم المشورة والتحذيرات  حول كيفية تلوث الماء والغذاء والملابس بالعدوى، ويمكن أن تنتشر من خلال إمدادات المياة. منذُ النظرية الجرثومية للمرض، أصبحت النظافة تعني جُهدًا لإزالة الجراثيم والمواد الخطرة الأخرى. بدأ رد الفعل على الرغبة المفرطة في بيئة خالية من الجراثيم في حوالي عام 1989، عندما طرح ديفيد ستراشان «فرضية النظافة» في المجلة الطبية البريطانية. من حيث الجوهر، تفترض هذه الفرضية أن الميكروبات البيئية تلعب دورًا مفيدًا في تطوير جهاز المناعة. كُلما قلَّ عدد الجراثيم التي يتعرض لها الناس في مرحلة الطفولة المبكرة، زاد احتمال تعرضهم لمشاكل صحية في مرحلة الطفولة والبالغين. التقييم للنظافة بالتالي، فأن النظافة لها بعد اجتماعي وثقافي يتجاوز  متطلبات النظافة للأغراض العملية.

## الصناعات
في الصناعة، تتطلب بعض العمليات، مثل تلك المتعلقة بتصنيع الدوائر المتكاملة، ظروف نظافة إستثنائية يتم تحقيقها من خلال العمل في غرف نظيفة. النظافة ضرورية للطلاء الكهربائي الناجح، حيث أن الطبقات الجزيئية من الزيت يمكن أن تمنع التصاق الطلاء. طورت الصناعة تقنيات متخصصة لتنظيف الاجزاء، وكذلك اختبارات النظافة. تعتمد الاختبارات الأكثر استخدامًا على سلوك التبليل لسطح معدني نظيف (محب للماء). النظافة هي أيضًا مهمة لانظمة الفراغ للحد من إطلاق الغازات. النظافة أمر بالغ الأهمية لتصنيع اشباة الموصلات.